# Liste der Bodendenkmale in Liebschützberg
In der Liste der Bodendenkmale in Liebschützberg sind die Bodendenkmale der Gemeinde Liebschützberg und ihrer Ortsteile nach dem Stand der Auflistung von Klaus Kroitzsch und Harald Quietzsch aus dem Jahr 1984 aufgelistet. Eventuelle Änderungen und Ergänzungen, insbesondere aus der Zeit nach der Wende, sind nicht berücksichtigt, da für Sachsen aktuell keine neueren allgemein zugänglichen Bodendenkmallisten vorliegen. Die Baudenkmale sind in der Liste der Kulturdenkmale in Liebschützberg aufgeführt.
| Denkmal-ID | Fundart            | Ortsteil | Bezeichnung              | Zeitstellung    | Lage                                                         | Bemerkungen | Bild |
| ---------- | ------------------ | -------- | ------------------------ | --------------- | ------------------------------------------------------------ | --- | ---- |
| ?          | Befestigung > Burg | Borna    | Wasserburg „Das Schloss“ | Mittelalter     | südlicher Ortsrand, östlicher Gutsbereich                    | durch Schloss überbaut und verändert, wasserführender Graben im Norden und Osten erhalten, Schutz seit 1. Februar 1959 |      |
| ?          | besonderer Stein   | Laas     | Steinkreuz               | Spätmittelalter | nördlicher Ortsausgang, nördlich des Abzweigs nach Cavertitz | Schutz seit 21. Januar 1963                                                                                            |      |